# ワスゲン・サルキシャン・アンヴァン・ハンラペタカン・マルザダシ
ヴァズゲン・サルキシャン・アンヴァン・ハンラペタカン・マルザダシ（アルメニア語: Վազգեն Սարգսյանի անվան Հանրապետական մարզադաշտ、直訳：ヴァズゲン・サルキシャン共和国スタジアム）は、アルメニアの首都エレバンにある多目的競技場である。また、ハンラペタカン・スタジアム（アルメニア語: Հանրապետական մարզադաշտ; Hanrapetakan Stadium、直訳:共和国スタジアム）と呼ばれることがある。
ソ連時代の1933年から2年かけて建築、1935年にディナモとして開場した。第二次世界大戦終結後の1953年に、サッカーアルメニア代表の本拠地および様々なサッカーの試合に対応するための、最初の修繕工事を実施した。座席数を14,400席にした。

## 歴史

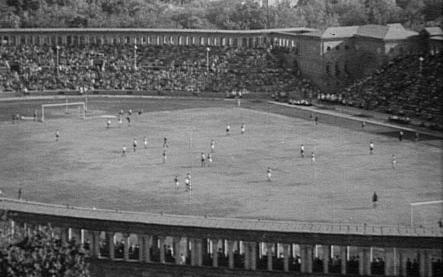
ディナモ・スタジアムの頃に撮影された一枚

ソ連時代の1935年、ディナモとして開場した。1999年の改修工事後にハンラペタカン（アルメニア語: Հանրապետական մարզադաշտ; Hanrapetakan Stadium、直訳:共和国スタジアム）に改称した。同年12月28日に、国民議会襲撃事件で暗殺された時の首相ヴァズゲン・サルキシャンの功績を称えるため、ヴァズゲン・サルキシャン・アンヴァン・ハンラペタカン・マルザダシに改称した。現在サッカーアルメニア代表の他、プレミアリーグ所属のウリセスFCの本拠地でもある。
1995年に大改修を計画したが、財政難により延期させられた。1999年にUEFAからの財政支援を受け、300万ドル（約339億円）以上を投じ、座席の改良等の大規模改修に着手した。2000年末に竣工、スタンド全体に座席を設置することとなった。
1999年12月28日、大統領令によって名称を現在のヴァズゲン・サルキシャン・アンヴァン・ハンラペタカン・マルザダシに改称した。ヴァズゲン・サルキシャンとは、ナゴルノ・カラバフ戦争時の義勇兵部隊「エルクラパ」の隊長で、1995年から99年までは国防大臣、1999年6月11日から国民議会襲撃事件で暗殺される10月27日まで首相を務めた人物である。
2008年の改修工事では、イスラエルのGreen Diversified Ltdという企業が請け負った。 ピッチの全面張替え、VIP室の改修、UEFA基準に合致した最新の警備システムを導入した。 2008年8月末、新しいピッチで一戦を交える準備が整った。そして新たにVIP室を設置した結果、収容人数が14,968人から14,403人に減った。

## 入場記録
1. 2003年10月11日：UEFA EURO 2004予選 グループ6: アルメニア 0-4 スペイン、16,000人
2. 2007年08月22日：UEFA EURO 2008予選 グループA:  アルメニア 1-1 ポルトガル、15,550人
3. 2011年10月07日：UEFA EURO 2012予選 グループB:  アルメニア 4-1 マケドニア共和国、14,403人
4. 2011年10月12日：2014 FIFAワールドカップ・ヨーロッパ予選 グループB: アルメニア 0-3 チェコ、14,403人
5. 2011年03月26日；UEFA EURO 2012予選 グループB: アルメニア 0-0 ロシア、14,400人

## ギャラリー

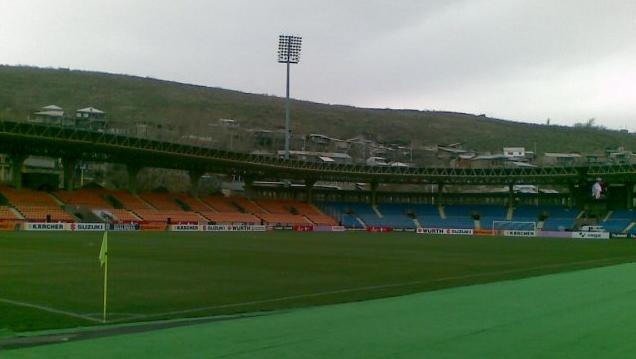
2008年の改装工事後の競技場
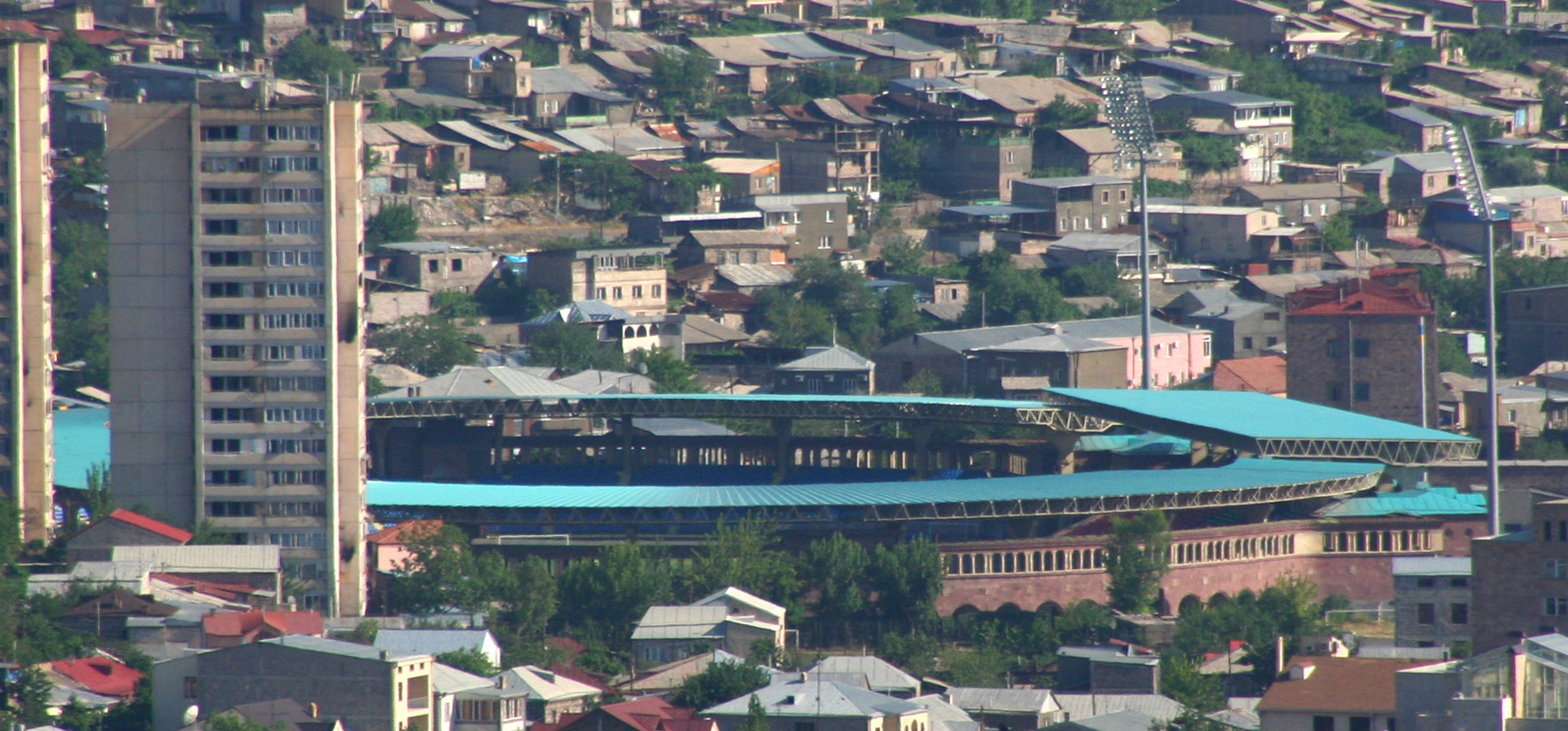
遠景
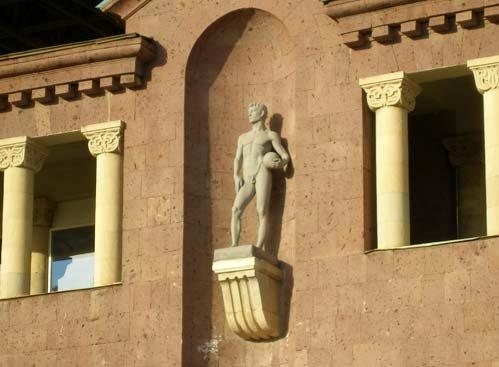
競技場に掲げられている彫刻